# ريمون فور
ريمون فور (بالفرنسية: Raymond Faure)‏ (و. 1915 – 1972 م) هو ممثل، من فرنسا، توفي عن عمر يناهز 57 عاماً.

## وصلات خارجية
- ريمون فور على موقع IMDb (الإنجليزية)
- ريمون فور على موقع ألو سيني (الفرنسية)
- ريمون فور على موقع قاعدة بيانات الأفلام السويدية (السويدية)
- ريمون فور على موقع كينوبويسك (الروسية)